# Gulfstream G650
El Gulfstream G650 es un avión de negocios producido por el fabricante aeronáutico estadounidense Gulfstream Aerospace en su planta situada en Savannah, Georgia. A fecha de diciembre de 2019 hay un total de 400 G650.
La tecnología del avión privado G650 es de las más avanzadas en su clase. El G650 viene en modelo estándar con una cantidad de características de seguridad destacables. Su cabina de mando Planeview II™ está equipada con el sistema de administración de vuelo Triplex Flight Management System, modo de descenso de emergencia automático, radar meteorológico 3-D, controles de vuelo avanzados; una completa variedad de sofisticadas herramientas tecnológicas de última generación para mejorar la conciencia situacional del piloto y aumentar su seguridad.

## Componentes
Alemania -  Estados Unidos -  Francia

### Electrónica

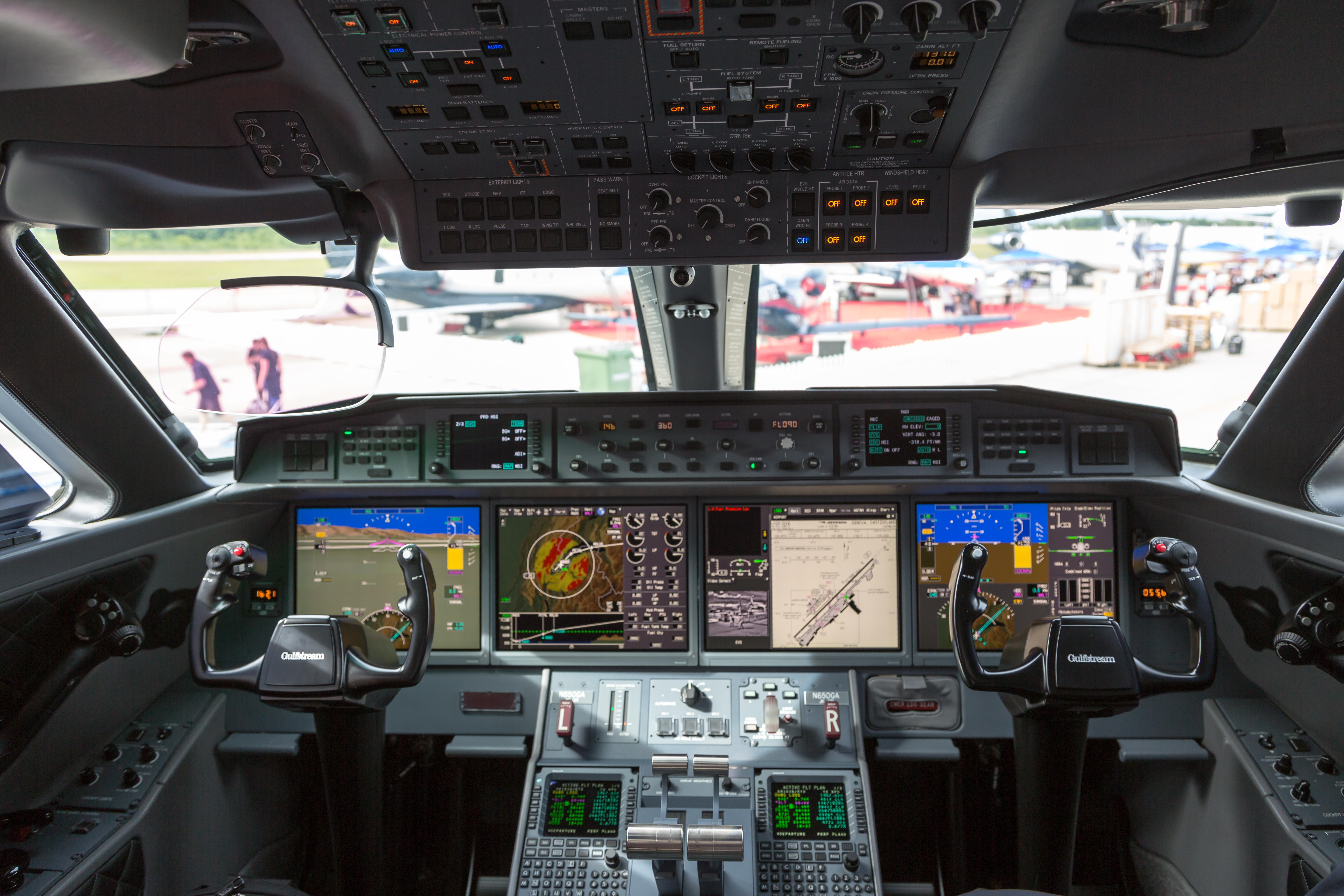
Cabina de mando del G650

| Sistema                                       | País                      | Fabricante                     | Notas                                                     |
| --------------------------------------------- | ------------------------- | ------------------------------ | --------------------------------------------------------- |
| Sistema de control de vuelo                   | Bandera de Francia        | Thales Group                   | Doble FBW digital. Bucle completamente cerrado.           |
| Computadoras de control de vuelo (FCC)        | Bandera de Francia        | Thales Group                   | 2                                                         |
| Sensores inteligentes multifunción            | Bandera de Estados Unidos | UTC Aerospace Systems          | 2 pares de SmartProbes                                    |
| Unidad de control de vuelo de respaldo (BFCU) | Bandera de Francia        | Thales Group                   | 1. Sin software, comando directo.                         |
| Sistema integrado modular de aviónica         | Bandera de Estados Unidos | Gulfstream Aerospace Honeywell | Gulfstream PlaneView II. Basado en Honeywell Primus Epic. |

### Propulsión

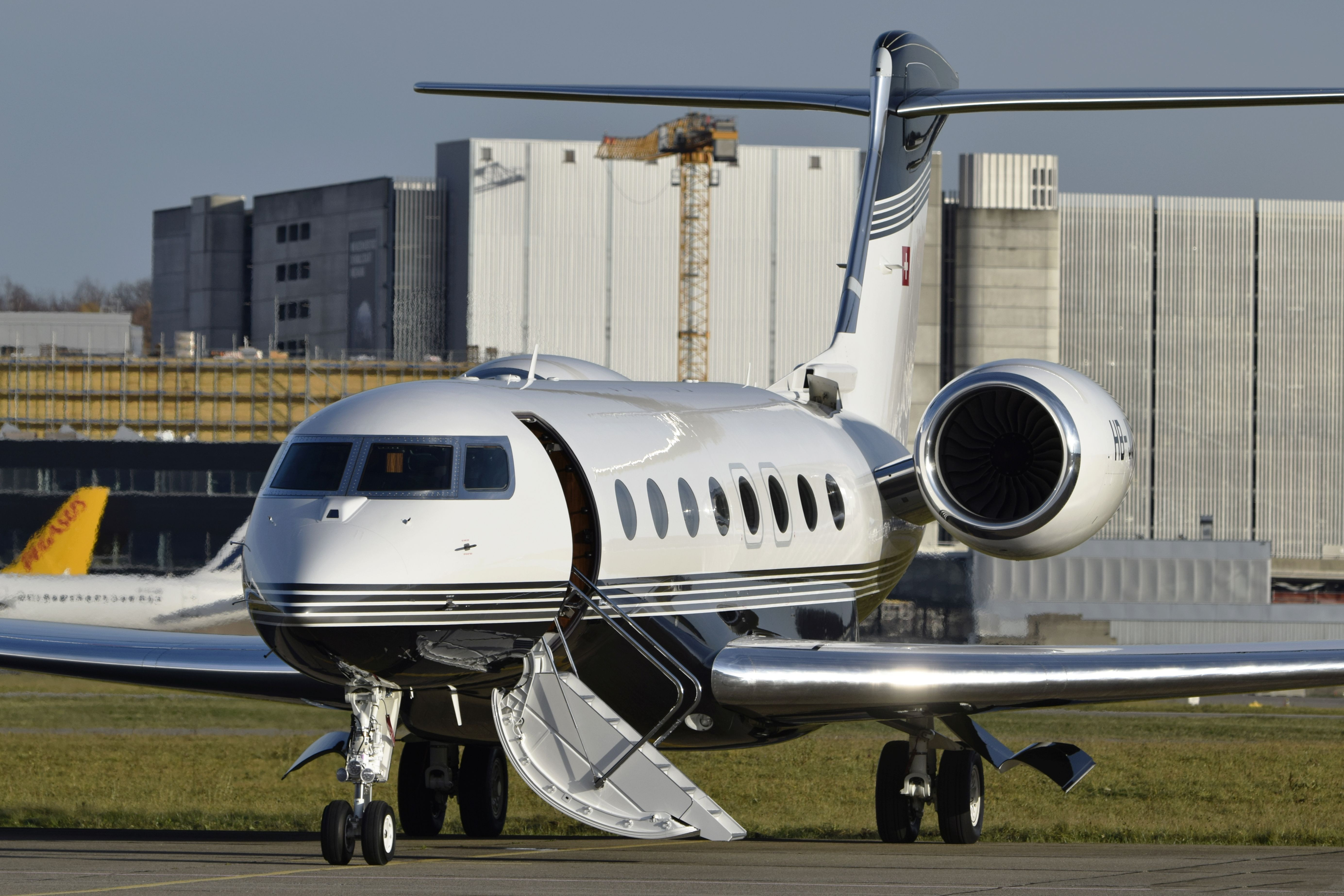
Vista frontal

| Sistema | País                | Fabricante              | Notas          |
| ------- | ------------------- | ----------------------- | -------------- |
| Motor   | Bandera de Alemania | Rolls-Royce Deutschland | 2 × BR710A1-12 |

## Especificaciones (G650)

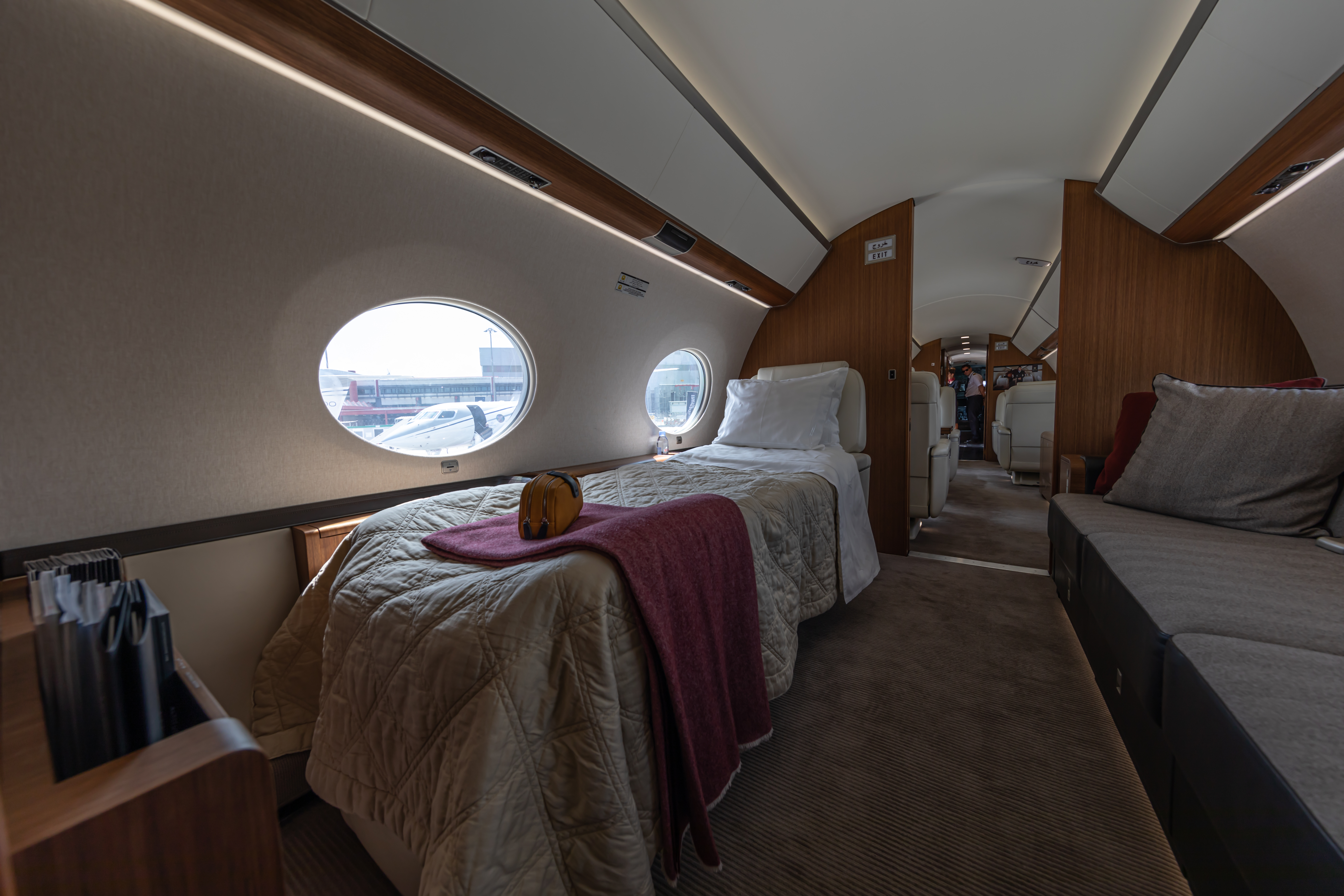
Dormitorio

Referencia datos: Web oficial de Gulfstream

### Características generales
- Tripulación: 2
- Capacidad: 18
- Longitud: 30.35 m
- Envergadura: 28.55 m
- Altura: 7.82 m
- Peso útil: 2.948 kg
- Planta motriz: 2× BR725A1-12 .

### Rendimiento
- Velocidad máxima operativa (Vno): Mach 0,925
- Velocidad crucero (Vc): Mach 0,85
- Alcance: 12.964 km

### Desarrollos relacionados
- Gulfstream V
- Gulfstream G450
- Gulfstream G550